# Накати, Сигэё
Сигэё Накати (яп. 中地シゲヨ; 1 февраля 1905 — 11 января 2021) — японская долгожительница.
На момент своей смерти являлась 5-м старейшим живущим человеком в мире и второй в Японии, а также 24-м старейшим человеком в истории. Сигэё Накати прожила 115 лет, 345 дней.

## Биография
Сигэё Накати родилась 1 февраля 1905 года в префектуре Сага, Япония. Она являлась вторым ребёнком из пяти в семье. До 62 лет преподавала в детских садах и младших школах.
Когда ей было за 90 лет, Сигэё дважды ломала бедро, однако она продолжала жить самостоятельно вплоть до 103 лет. Как сообщалось, она могла ходить без посторонней помощи в 108 лет. Когда ей было 110 лет, её навестил мэр города Сага.
В декабре 2018 года перенесла аспирационную пневмонию, из-за которой она в течение многих дней была прикована к постели и нуждалась в трубке для дыхания.
Когда Сигэё было 114 лет, она всё ещё любила общаться с окружающими и танцевать руками. Также она оставалась довольно активной, хотя была почти полностью глухой.
Сигэё Накати проживала в городе Сага, который находится в одноимённой префектуре. Она являлась старейшим живущим жителем своей префектуры с момента смерти 112-летней Нуки Икеды 8 июня 2016 года.
В середине ноября 2020 года Сигэё заболела пневмонией, а в декабре 2020 года Сигэё диагностировали холангит.
Сигэё Накати умерла 11 января 2021 года от печёночной недостаточности, не дожив три недели до своего 116-летия.